# Claus Horsted
Claus Horsted (født 1. juni 1978 i Billund) er en dansk politiker, der var landsformand for Venstres Ungdom fra 2003 til 2005. Han efterfulgte Torsten Schack Pedersen som formand og blev selv efterfulgt af Karsten Lauritzen. 
I samme periode som han var formand for VU, var han medlem af forretningsudvalget i Dansk Ungdoms Fællesråd (DUF) og var formand for organisationens nationale udvalg. 
I november 2006 blev Claus Horsted opstillet som folketingskandidat for Venstre i Ballerupkredsen. Dette hverv nedlagde han dog allerede i 2007, idet han blev ansat som politisk sekretær i Venstres landsorganisation.
Privat bor Claus Horsted i Skalbjerg.